# Lijst van nummer 1-hits in de Nederlandse Single Top 100 in 2006
Deze hits stonden in 2006 op nummer 1 in de Nederlandse Single Top 100.
| Nummer | Datum        | Artiest                        | Titel                        |
| ------ | ------------ | ------------------------------ | ---------------------------- |
| 553    | 7 januari    | Coldplay                       | Talk                         |
|        | 14 januari   | Coldplay                       | Talk                         |
|        | 21 januari   | Coldplay                       | Talk                         |
| 554    | 28 januari   | Kelly Clarkson                 | Because of you               |
| 555    | 4 februari   | BLØF & Kodō                    | Aanzoek zonder ringen        |
| 556    | 11 februari  | Andrea Bocelli & Marco Borsato | Because we believe           |
|        | 18 februari  | Andrea Bocelli & Marco Borsato | Because we believe           |
|        | 25 februari  | Andrea Bocelli & Marco Borsato | Because we believe           |
|        | 4 maart      | Andrea Bocelli & Marco Borsato | Because we believe           |
|        | 11 maart     | Andrea Bocelli & Marco Borsato | Because we believe           |
| 557    | 18 maart     | Raffaëla                       | Right here right now         |
|        | 25 maart     | Raffaëla                       | Right here right now         |
|        | 1 april      | Raffaëla                       | Right here right now         |
|        | 8 april      | Raffaëla                       | Right here right now         |
|        | 15 april     | Raffaëla                       | Right here right now         |
|        | 22 april     | Raffaëla                       | Right here right now         |
| 558    | 29 april     | Shakira & Wyclef Jean          | Hips don't lie               |
|        | 6 mei        | Shakira & Wyclef Jean          | Hips don't lie               |
| 559    | 13 mei       | Marco Borsato                  | Rood                         |
|        | 20 mei       | Marco Borsato                  | Rood                         |
|        | 27 mei       | Marco Borsato                  | Rood                         |
|        | 3 juni       | Marco Borsato                  | Rood                         |
|        | 10 juni      | Marco Borsato                  | Rood                         |
|        | 17 juni      | Marco Borsato                  | Rood                         |
|        | 24 juni      | Marco Borsato                  | Rood                         |
|        | 1 juli       | Marco Borsato                  | Rood                         |
|        | 8 juli       | Marco Borsato                  | Rood                         |
|        | 15 juli      | Marco Borsato                  | Rood                         |
|        | 22 juli      | Marco Borsato                  | Rood                         |
| 560    | 29 juli      | Guillermo & Tropical Danny     | Toppertje!                   |
|        | 5 augustus   | Guillermo & Tropical Danny     | Toppertje!                   |
|        | 12 augustus  | Guillermo & Tropical Danny     | Toppertje!                   |
|        | 19 augustus  | Guillermo & Tropical Danny     | Toppertje!                   |
|        | 26 augustus  | Guillermo & Tropical Danny     | Toppertje!                   |
| 561    | 2 september  | Jan Smit                       | Als de morgen is gekomen     |
|        | 9 september  | Jan Smit                       | Als de morgen is gekomen     |
|        | 16 september | Jan Smit                       | Als de morgen is gekomen     |
|        | 23 september | Jan Smit                       | Als de morgen is gekomen     |
|        | 30 september | Jan Smit                       | Als de morgen is gekomen     |
|        | 7 oktober    | Jan Smit                       | Als de morgen is gekomen     |
| 562    | 14 oktober   | Marco Borsato & Lucie Silvas   | Everytime I think of you     |
|        | 21 oktober   | Marco Borsato & Lucie Silvas   | Everytime I think of you     |
|        | 28 oktober   | Marco Borsato & Lucie Silvas   | Everytime I think of you     |
|        | 4 november   | Marco Borsato & Lucie Silvas   | Everytime I think of you     |
| 563    | 11 november  | U2 & Green Day                 | The saints are coming        |
|        | 18 november  | U2 & Green Day                 | The saints are coming        |
| 564    | 25 november  | Coole Piet                     | Paniek in de confettifabriek |
|        | 2 december   | Coole Piet                     | Paniek in de confettifabriek |
| 565    | 9 december   | Jan Smit                       | Cupido                       |
|        | 16 december  | Jan Smit                       | Cupido                       |
|        | 23 december  | Jan Smit                       | Cupido                       |
|        | 30 december  | Jan Smit                       | Cupido                       |